# Zespół pałacowy w Solnej
Zespół pałacowy w Solnej – zespół obiektów w Solnej, w skład którego wchodzą:
1. zabytkowy[3] dwór (niem. Wasserschloss Gross Sägewitz) z XVII w.[4][5] w ruinie,
2. zabytkowy[3] park pałacowy[6][5] z okazami lip i buków[7],
3. pałac (niem. Neue Schloss Gross Sägewitz[8]) zbudowany w stylu willi włoskiej[7] dla  Leopolda von Sedlnitzky’ego[2], biskupa wrocławskiego (1835-1840).

Piętrowy pałac wybudowany w połowie XIX w. na rzucie prostokąta, kryty płaskim dachem. Po lewej stronie dominująca nad obiektem czworoboczna dwupiętrowa wieża z półkolistymi oknami, zwieńczona kamienną balustradą. Od frontu główne wejście na wysokim paterze, w półkolistym portalu, do którego prowadzą schody; okna ozdobione gzymsami. Od zaplecza oranżeria po lewej stronie przy wieży, oraz centralnie ganek z wyjściem na ogród.
Właściciel pałacu Karl Philipp von Harrach (1795–1878) wraz z Leopoldem von Sedlnitzky (1787-1871) zajmował się  działalnością dobroczynną, założył pierwsze na Śląsku przedszkole, znajdujące się we wsi. Z pałacem wiąże się legenda o białej damie, młynarczyku i pierścieniu.
Ewidencja Zabytków Gminy Kobierzyce podaje, że w skład zespołu pałacowego wchodzą jeszcze:
- dom mieszkalny nr 10 a wybudowany w XIX/XX w.
- dom mieszkalno-gospodarczy nr 10 c z końca XIX w.
- dom mieszkalny nr 10 d wybudowany na przełomie XIX/XX w.
- stodoła z końca XIX w.
- spichlerz wybudowany na przełomie XVIII/XIX w.
- stajnia z końca XIX w.
- zespół pałacowo-folwarczny:
  - ogród[10]

## Galeria

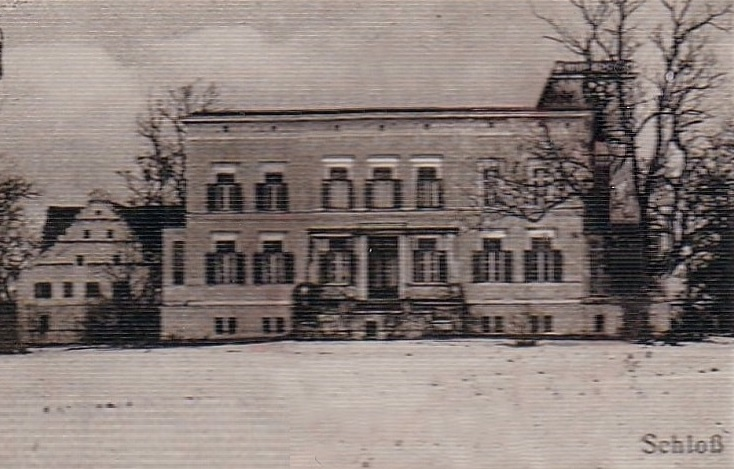
Pałac przed 1939
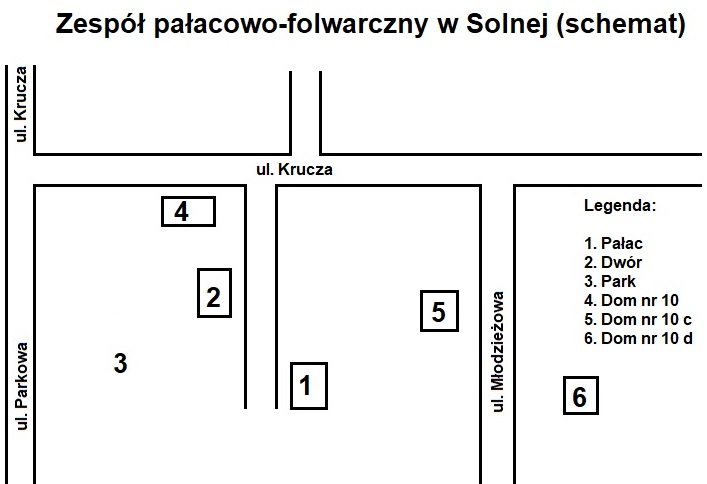
Schemat zespołu
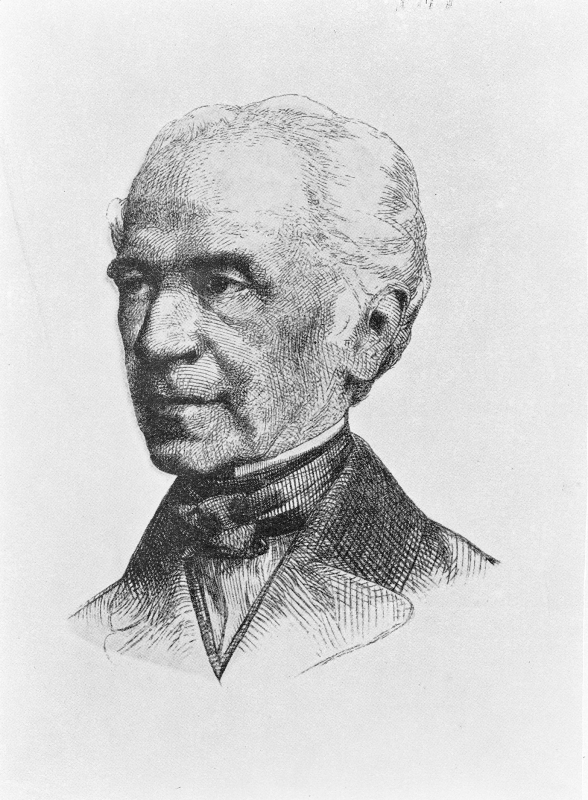
Bp von Sedlnitzky
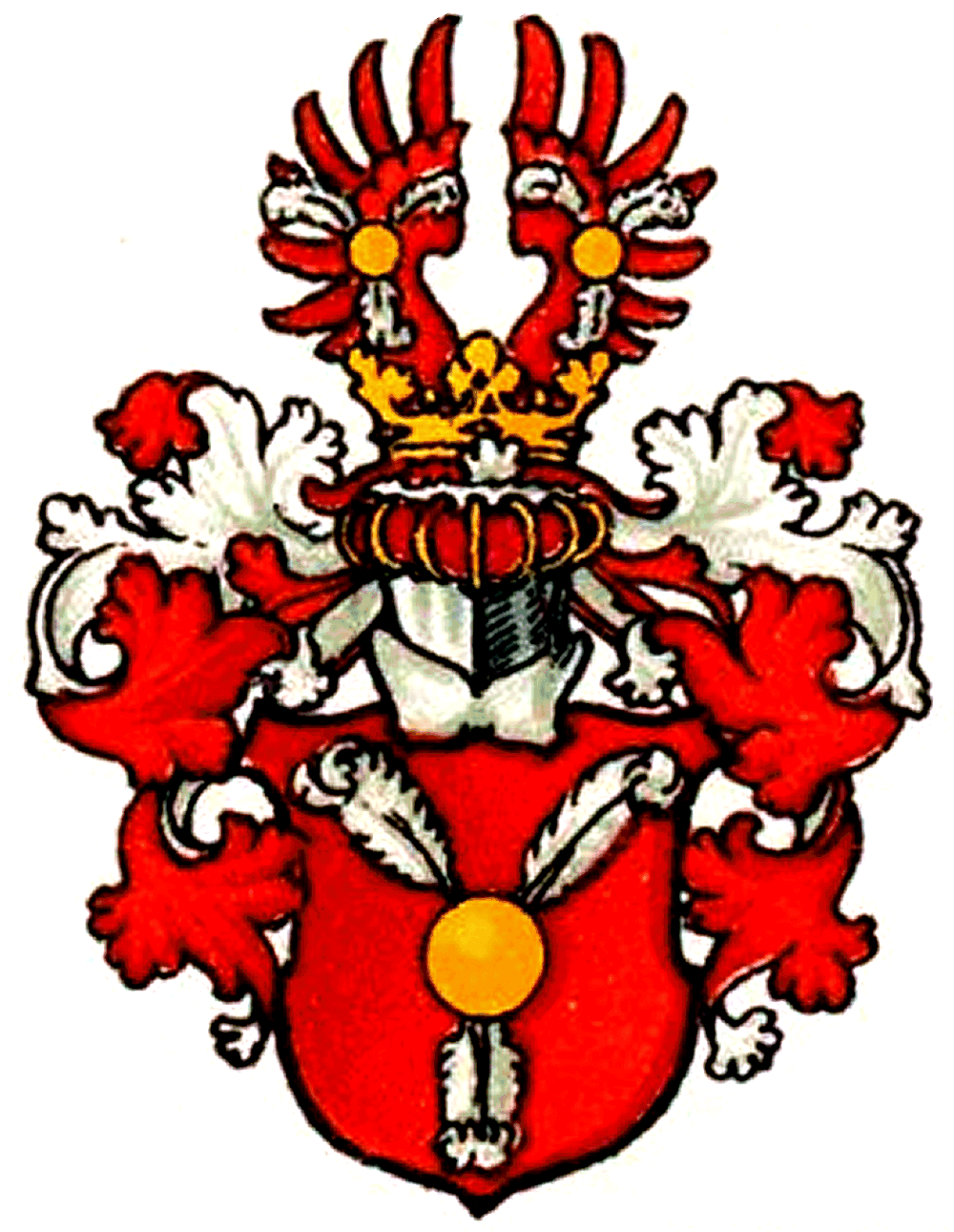
Herb rodu von Harrach